# 亀田信介
亀田 信介（かめだ しんすけ、1956年7月 - ）は、日本の医師（整形外科医）。社会福祉法人太陽会（安房地域医療センターなど）理事長。

## 人物
千葉県に代々続く家系に生まれ、医師となった後には実家である亀田総合病院を引き継ぎ、僻地にある同病院を先進的な人気病院へと進化させた。亀田の病院経営は、ローカルかつグローバルという、一見相反する視点から打ち出される戦略で知られ、自身は経済財政政策担当大臣・与謝野馨（菅内閣）が2011年（平成23年）に主宰した社会保障改革集中検討会議の委員も務めた。日本語のほか、英語も堪能。

### 経歴
1956年（昭和31年）、千葉県に生まれる。1982年（昭和57年）、岩手医科大学医学部を卒業して医師となり、順天堂大学医学部付属病院整形外科に入局した。翌年4月からは東京大学医学部附属病院整形外科に転じた。
1987年（昭和62年）7月、千葉県で医療福祉関係施設を運営する社会福祉法人太陽会 の理事長に就任、翌年12月、亀田総合病院副院長となり、1991年（平成3年）より同院長（第四代）を務める。

## 家族・親族
祖父は亀田俊雄（東北帝国大学医学部卒業）、父は亀田俊孝（岩手医学専門学校卒業）。自身は4人兄弟であり、2人の兄と、自分と双子の弟がいる。4兄弟は全員が麻布中学校・高等学校から大学の医学部に進み医師になった。長男は医療法人鉄蕉会前理事長を務めた亀田俊忠（日本医科大学卒業）、次男は心臓外科医で医療法人鉄蕉会理事長の亀田隆明（東京慈恵会医科大学卒業）、双子の弟は産婦人科医で学校法人鉄蕉館理事長を務める亀田省吾（岩手医科大学卒業）である。

## テレビ出演
- 日経スペシャル カンブリア宮殿 全国から患者続々の超人気病院 患者も医師も大満足のワケ...革新経営で医療の危機を救う（2012年6月14日、テレビ東京）[9]